# Martin Kreutzhuber

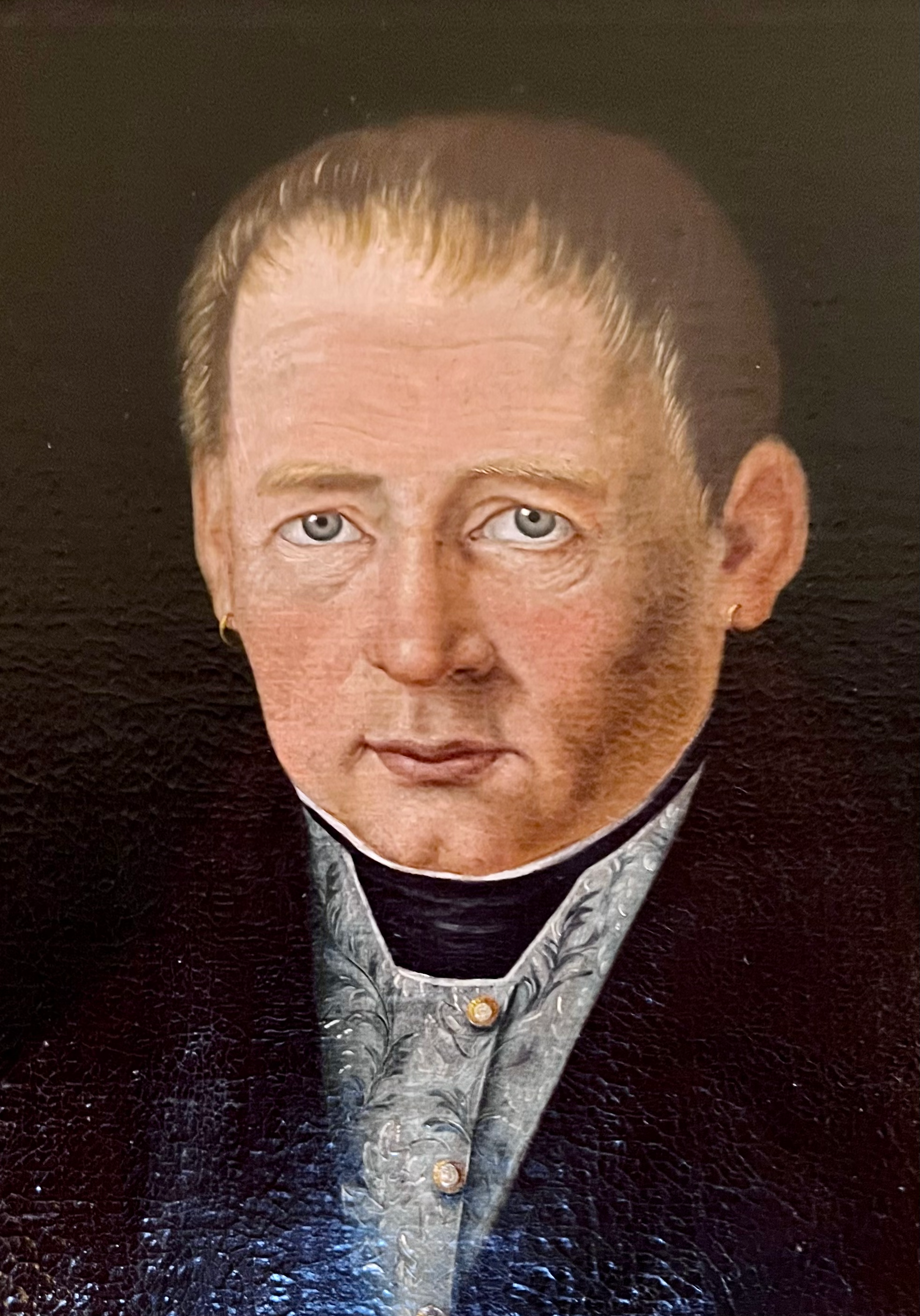
Martin Kreutzhuber

Martin Kreutzhuber, auch Martin Kreuzhuber, (* 14. Oktober 1775 in Hub bei Maria Aich (heute zu Aurolzmünster); † 28. Mai 1854 in Burghausen) war ein deutscher Handwerksmeister und Weltreisender.

## Leben
Kreutzhuber wurde auf dem Einödhof Hub im Innviertel bei Maria Aich geboren, verbrachte die frühe Kindheit in Aurolzmünster (auch: Auroldsmünster) im Innkreis und wurde von seinen mittellosen Eltern schon früh in die Obhut des Dorfschullehrers Schaler gegeben, der bei seinem Schützling ein besonderes Gesangstalent feststellte. Als fleißigster von 280 Schülern wurde Kreutzhuber auf Kosten des Schulvisitators Baron von Meckenhofen zum weiteren Unterricht nach Linz geschickt. Durch den frühen Unfalltod seines Förderers war eine höhere Bildung aussichtslos geworden. Kreutzhubers Ziehvater Schaler nahm ihn mit nach Fürstenzell. In Passau wurde Kreutzhuber „Kapellenknabe“ und sang im Domchor, bis er wegen eines Brustleidens längere Zeit im Spital verbringen musste. Zurückgekehrt nach Auroldsmünster, lernte er dort das Handwerk des Töpfers und Ofensetzers.
Unmittelbar nach dem Ende seiner Ausbildung ging Kreutzhuber auf Reisen, zunächst nach Budapest, Wien und München, später nach Graz, wo er vom österreichischen Militär für den Krieg gegen die republikanischen Franzosen zwangsrekrutiert wurde. Als Soldat zog Kreutzhuber quer durch Oberitalien bis Mailand, nahm an mehreren Gefechten teil und desertierte schließlich in die Schweiz. Im Frühjahr 1800 kehrte Kreutzhuber nach München zurück. Dort erreichte ihn ein Stellenangebot der Keramikfabrik Walther in Straßburg, das er annahm. Nur zehn Wochen nach seiner Ankunft verließ Kreutzhuber Straßburg und zog weiter, u. a. nach Colmar und Lyon sowie in die renommierte Manufaktur von Epernay, wo er ein halbes Jahr arbeitete. Es folgten Reisen kreuz und quer durch Frankreich, u. a. zur Fayencefabrik nach Marseille. Danach zog es ihn nach Paris, wo er u. a. für ein Palais von Napoleon Bonaparte einige Kaminöfen setzte, vorzugsweise im damals modischen holländischen Stil. Von Paris wandte sich Kreutzhuber nach Rotterdam, reiste überwiegend zu Fuß erneut nach Süden und kam über Calais und Bayonne nach Spanien, wo er ebenfalls alle großen Städte bereiste. Über Lissabon und Gibraltar kehrte Kreutzhuber nach Paris zurück. Am 17. März 1802 schiffte er sich in Dünkirchen nach London ein, wo er wegen eines Sturms allerdings nicht ankam. Stattdessen landete das Schiff weit nördlich im norwegischen Trondheim. Dem Tod durch den Skorbut will Kreutzhuber nur dadurch entgangen sein, dass er „rohes Rinderblut“ und „rohe Hühner“ verspeiste.
Ein spanischer Kapitän nahm Kreutzhuber kostenlos mit in die Vereinigten Staaten nach Philadelphia, auf der Rückreise sah Kreutzhuber u. a. die Bermudas, Kanaren und Azoren. Weitere Stationen waren Kapstadt, Madagaskar, Madras, Java und Kanton.
Zurückgekehrt nach Paris, blieb Kreutzhuber erstaunlich ruhelos, wechselte alle paar Wochen seine Aufenthaltsorte in Frankreich, Deutschland und Italien und wurde in Ancona als Spion verhaftet. Erst im oberösterreichischen Ennsdorf bei Steyr nahm er für längere Zeit die Stelle eines Werkführers an. Bei der Besetzung der Stadt durch die Franzosen traf Kreutzhuber als Dolmetscher und Unterhändler u. a. auf den Marschall Louis-Nicolas Davout und Kaiser Napoleon. Bevor Kreutzhuber am 25. Juli 1818 seinen dauerhaften Aufenthaltsort in Burghausen nahm, übernahm er zahllose Handwerkerdienste in Kroatien, Tschechien, Istrien und Niederbayern (u. a. in seiner Heimat Auroldsmünster und in Pfarrkirchen).

Mit seinem Reisefieber steht Kreutzhuber ganz in der Tradition der Aufklärung und Entdeckerfreude des späten 18. und frühen 19. Jahrhunderts. Ihn trieben allerdings weniger wissenschaftliche Interessen als Abenteuerlust, Neugier und der Wunsch, sich handwerklich zu vervollkommnen. Die vielen Stellenangebote aus aller Welt sprechen für sein Ausnahmetalent.

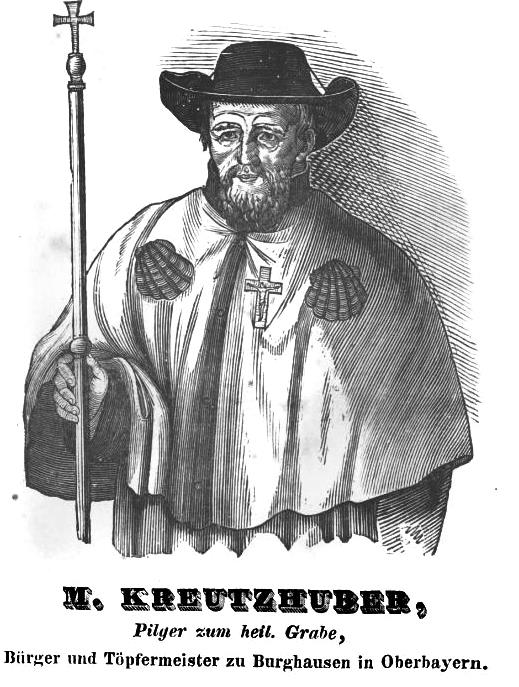
Martin Kreutzhuber in Pilgerkleidung

Im Alter von 62 Jahren brach Kreutzhuber am 18. Dezember 1838 zu Fuß von Burghausen zu einer Pilgerreise nach Jerusalem auf, angeblich wegen eines Gelübdes. Die öffentliche Aufmerksamkeit war ihm dabei sicher: „Eine große Menge Neugieriger und Theilnehmender strömte dem 53-jährigen Mitbürger nach, als er in Pilgertracht, den Pilgerhut auf dem Kopfe, mit einem ledernen Pilgerkragen, an der Brust zwei Muscheln, in der Rechten den Pilgerstab, an seiner linken Seite die Reisetasche tragend, rüstig über den Marktplatz und die Salzachbrücke schritt. Seine Gattin begleitete ihn weinend eine weite Strecke. Bei einer Feldkapelle betete er andächtig und gab dann noch vielen Schulkindern, die der neue Anblick eines Pilgers ihm nachgezogen hatte, gute Lehren.“
Bei der Tiroler Mystikerin  Maria von Mörl holte er sich den Segen für diese Reise. Sie soll ihn mit den Worten verabschiedet haben: „Sie reisen im Namen dessen, der Sie erschaffen hat und er wird Sie glücklich zurückführen.“ Er kam u. a. nach Kairo, wo er Muhammad Ali Pascha, den damaligen ägyptischen Vizekönig traf, sowie nach Bethlehem und Nazareth. In Syrien soll er die Armee des osmanisch-ägyptischen Generals Ibrahim Pascha besichtigt haben, wie die Münchener Allgemeine Zeitung am 5. November 1839 berichtete. Über Sizilien und Malta schiffte er sich ins Heilige Land ein und kehrte am 26. Oktober 1839 wohlbehalten nach Burghausen zurück, „mit einem großen Barte versehen, der nicht übel zu seiner Pilgerkleidung passte“, wie der Burghauser Geschichtsschreiber Bonifaz Huber bemerkte.
Kreutzhubers Biografie und Reisetätigkeit sind für seine Zeit und Herkunft außerordentlich, ja abenteuerlich. Persönlich unerschrocken, tief gläubig, kulturell und handwerklich vielseitig interessiert, wenngleich ohne akademische Bildung, lernte er die ganze Welt kennen und scheute nicht davor zurück, im hohen Alter Risiken auf sich zu nehmen.
Seine Erinnerungen verfasste Kreutzhuber zusammen mit Friedrich Wilhelm Bruckbräu.
Kreutzhuber starb in Burghausen am 28. Mai 1854 im Alter von 77 Jahren und sieben Monaten an „Altersschwäche“.
Das Burghauser Stadtmuseum erinnert mit Ausstellungsstücken an Kreutzhuber und zeigt seine Werkstatt.